# میشلین اوسترمیر
میشلین اوسترمیر (فرانسوی: Micheline Ostermeyer‎؛ ۲۳ دسامبر ۱۹۲۲ – ۱۷ اکتبر ۲۰۰۱) پرتاب‌گر وزنه و دیسک، دونده و ورزشکار پرش ارتفاع اهل فرانسه بود.
وی همچنین برندهٔ جوایزی همچون لژیون دونور (شوالیه) شده‌است.
وی در مسابقات بین‌المللی در مجموع برندهٔ ۲ مدال طلا، ۱ مدال نقره و ۳ مدال برنز شده‌است.